# Старгородский, Максим Артёмович
Максим Артёмович Старгоро́дский (укр. Максим Артемович Старгородський; род. 5 марта 2005, Киев) — украинский футболист, полузащитник клуба «Колос-2».

## Клубная карьера
Начинал играть в футбол в клубе «Оболонь», а затем попал в школу «Днепра». В 2022 году переехал в Литву, где присоединился к клубу «ДФК Дайнава», за который провёл 2 поединка и выиграл Первую лигу. 16 июля 2023 года в возрасте 18 лет Максим дебютировал в чемпионате Литвы в игре против «Ритеряя» (3:1).
21 июля 2023 года подписал контракт с клубом первой лиги Литвы «ФК Гарлява». 5 августа 2023 Максим в своём втором матче за новый клуб забил свой первый гол в профессиональной карьере.
11 Марта 2025 года подписал контракт на полтора года с «Колос (Ковалёвка)».

## Достижения
- Победитель Первой лиги Литвы: 2022[3]

## Личная жизнь
Сын украинского футболиста Артёма Старгородского и племянник украинского футболиста Андрея Хомина.